# Очарование (квантовое число)
Очарова́ние (иногда также: чарм, шарм от англ. charm; стандартное обозначение: С) — аддитивное квантовое число, представляющее один из кварковых ароматов и равное разности числа c-кварков и c-антикварков в системе (например, в составной частице):
{\displaystyle C=n_{\text{c}}-n_{\mathrm {\bar {c}} }.\ }
По соглашению, знак ароматовых (флейворных) квантовых чисел совпадает со знаком электрического заряда, которым обладает кварк соответствующего аромата. Очарованный кварк несёт электрический заряд Q = +2⁄3 и, таким образом, обладает очарованием +1. Очарованный антикварк имеет противоположный заряд (Q = −2⁄3) и, соответственно, его ароматовое квантовое число C = −1.
Как и любые другие ароматовые квантовые числа, очарование сохраняется в сильном и электромагнитном взаимодействии, но не в слабом взаимодействии (см. Матрица CKM). В слабых распадах первого порядка, то есть в процессах, включающих в себя не более одного кваркового распада, очарование может изменяться не более чем на единицу (ΔC= ±1, 0). Поскольку слабые процессы первого порядка являются гораздо более вероятными, чем слабые процессы второго порядка (которые включают в себя в том числе и двухкварковые распады), это соотношение может использоваться как приближённое правило отбора для слабых распадов.

## Частицы со скрытым очарованием
В некоторых адронах количество очарованных кварков и антикварков равно, в результате адрон как целое обладает нулевым очарованием. Простейшим примером такой системы является J/ψ-мезон, состоящий из c-кварка и c-антикварка. Мезоны такого типа называются чармониями. 